# Ратледж (Міссурі)
Ратледж (англ. Rutledge) — селище (англ. village) в США, в окрузі Скотланд штату Міссурі. Населення — 86 осіб (2020).

## Географія
Ратледж розташований за координатами 40°18′50″ пн. ш. 92°5′15″ зх. д. / 40.31389° пн. ш. 92.08750° зх. д. (40.313983, -92.087587).  За даними Бюро перепису населення США в 2010 році селище мало площу 0,34 км², уся площа — суходіл.

## Демографія
Згідно з переписом 2010 року, у місті мешкало 109 осіб у 38 домогосподарствах у складі 23 родин. Густота населення становила 317 осіб/км².  Було 69 помешкань (201/км²).
Расовий склад населення:
| - 100,0 % — білих |

До двох чи більше рас належало 0,0 %. Частка іспаномовних становила 0,9 % від усіх жителів.
За віковим діапазоном населення розподілялося таким чином: 35,8 % — особи молодші 18 років, 44,0 % — особи у віці 18—64 років, 20,2 % — особи у віці 65 років та старші. Медіана віку мешканця становила 33,5 року. На 100 осіб жіночої статі у місті припадало 81,7 чоловіків;  на 100 жінок у віці від 18 років та старших — 79,5 чоловіків також старших 18 років.
Середній дохід на одне домашнє господарство  становив 25 731 долар США (медіана — 20 313), а середній дохід на одну сім'ю — 25 846 доларів (медіана — 22 188). За межею бідності перебувало 13,9 % осіб, у тому числі 0,0 % дітей у віці до 18 років та 36,0 % осіб у віці 65 років та старших.
Цивільне працевлаштоване населення становило 18 осіб. Основні галузі зайнятості: роздрібна торгівля — 22,2 %, виробництво — 16,7 %, транспорт — 11,1 %, оптова торгівля — 11,1 %.